# Leguminocythereis scarabaeus
Leguminocythereis scarabaeus är en kräftdjursart som beskrevs av Howe och Yuh Wu Law 1936. Leguminocythereis scarabaeus ingår i släktet Leguminocythereis och familjen Leguminocythereididae. Inga underarter finns listade i Catalogue of Life.